# رشته‌کوه ریموتاکا
رشته‌کوه ریموتاکا (انگلیسی: Remutaka Range) (املای Rimutaka Range قبل از ۲۰۱۷)، جنوبی‌ترین رشته‌کوه‌های زنجیره‌ای در پایین جزیره شمالی نیوزیلند است. این زنجیره از شمال به‌سمت Tararua و سپس رشته‌های Ruahine ادامه می‌یابد و به موازات ساحل شرقی بین ولینگتون و کیپ شرقی پیش می‌رود.
۵۵۵ متر از بلندی‌های جاده در دامنهٔ این رشته‌کوه در سَدِل شمالی، «گذرگاه ریموتاکا» نام دارد. این گذرگاه به‌طور رسمی در ۱۷ دسامبر ۲۰۱۵؛ هنگامی که وزیر اطلاعات زمین تصمیم هیئت جغرافیایی نیوزیلند را تأیید کرد، به این نام نامگذاری شد. به دنبال تصویب قانون حل و فصل دعاوی ۲۰۱۷ Rangitāne Tū Mai Rā (Wairarapa Tamaki nui-ā-Rua)، نام محدوده رسماً به محدوده ریموتاکا تغییر یافت.

## تاریخ
در طول جنگ جهانی اول بیش از ۳۰۰۰۰ سرباز نیوزلندی در اردوگاه‌های نظامی در ترنتهام، هات علیا و فیرستون در مسیر جاده تپه ریموتاکا در یک سفر سه روزه ۲۷ مایل (۴۳٫۵ کیلومتر) در ۲۳ رژه، تشکیل شده از ۵۰۰ تا ۱۸۰۰ نظامی از سپتامبر ۱۹۱۵ تا آوریل ۱۹۱۸، رژه و راه‌پیمایی کردند و در پایان آموزش خود به نیروی پشتیبانی «نیروی اعزامی نیوزیلند» پیوستند. این راهپیمایی در سال ۲۰۱۵ مجدداً اجرا شد.